# ルガーノ (小惑星)
ルガーノ (1936 Lugano) は、小惑星帯の小惑星。スイスの天文学者、パウル・ヴィルトがベルン大学のツィンマーヴァルト天文台で発見した。
スイス連邦のティチーノ州最大の都市、ルガーノから命名された。